# Лез-Абре
Лез-Абре (фр. Les Abrets) — коммуна во Франции, находится в регионе Рона — Альпы. Департамент коммуны — Изер. Входит в состав кантона Шартрёз-Гье. Округ коммуны — Ла-Тур-дю-Пен.
Код INSEE коммуны — 38001. Население коммуны на 2012 год составляло 3607 человек. Населённый пункт находится на высоте от 261 до 434 метров над уровнем моря. Муниципалитет расположен на расстоянии около 450 км юго-восточнее Парижа, 65 км юго-восточнее Лиона, 45 км севернее Гренобля. Мэр коммуны — Франсуа Бусли, мандат действует на протяжении 2014—2020 гг.
Динамика населения (INSEE):